# كوموكس (كولومبيا البريطانية)
كوموكس (بالإنجليزية: Comox)‏ هي مدينة كندية تقع في مقاطعة كولومبيا البريطانية. تبلغ مساحة هذه المدينة 15.1607 (كم²)، ويبلغ عدد سكانها 12136 نسمة حسب إحصاء سنة 2006 م، بينما كان يسكنها 11391 نسمة في سنة 2001م، وتحتل هذه المدينة المرتبة رقم 302 بين مدن كندا حسب عدد السكان والمرتبة رقم 45 في المقاطعة. نما عدد السكان في هذه المدينة بنسبة (6.5) بين العامين المذكورين.

## أعلام
- تايلور غرين
- مات أودونيل
- كام نيلي
- ريتشارد مكلور
- ألان بروكس
- إدغار سميث

## وصلات خارجية
- الأطلس الحكومي لكندا
- إحصاءات كندا مع ساعة تعداد السكان